# Битва при Бруке
Две битвы при Бруке (или Битва при Бруке; исп. Batallas del Bruch; кат. Batalles del Bruc) — сражения, произошедшие 6 и 14 июня 1808 года между французскими войсками под командованием бригадного генерала Франсуа де Шварца и дивизионного генерала Жозефа Шабрана, и каталонскими добровольцами и наёмниками во главе с генералами Антони Франч-и-Эсталелла и Жуаном де ля Крю Байгетом во время Пиренейской войны (являющейся частью Наполеоновских войн). Результатом этих битв и сражения в Эль-Бруке, неподалёку от Барселоны, Каталония, стала победа испанцев. К разгрому французов добавилось унижение от потери французского имперского орла.

## 6 июня
4 июня французский отряд из 3800 солдат под командованием генерала бригады Франсуа Ксавье де Шварца вышел из Барселоны, двигаясь в направлении Сарагоса-Льейда. В тот день шёл сильный ливень, что сильно замедлило их темп; это дало время для мобилизации местным испанским силам, состоящим из ополченцев из соседних деревень, испанских добровольцев (sometent) и швейцарских и валлонских солдат из гарнизона Барселоны (2000 человек). Испанцы во главе с генералом Антони Франч-и-Эсталелла располагались вдоль перевала Брук.
Схватка закончилась для испанцев успешно, и французы были вынуждены повернуть обратно в Барселону, потеряв 360 убитых, 800 раненых, 60 попавших в плен и одно орудие. Партизаны также захватили имперского орла.

## 14 июня
Вторая французская вылазка 14 июня во главе с дивизионным генералом Жозефом Шабраном преуспела лишь в том, что им удалось поджечь несколько зданий в Эль-Бруке. 15 июня испанцы во главе с Жуаном Байгетом напали на французов во время их отхода в Барселону, в результате чего у Шабрана было убито и ранено более 500 человек.